# Rudolf Burnitz

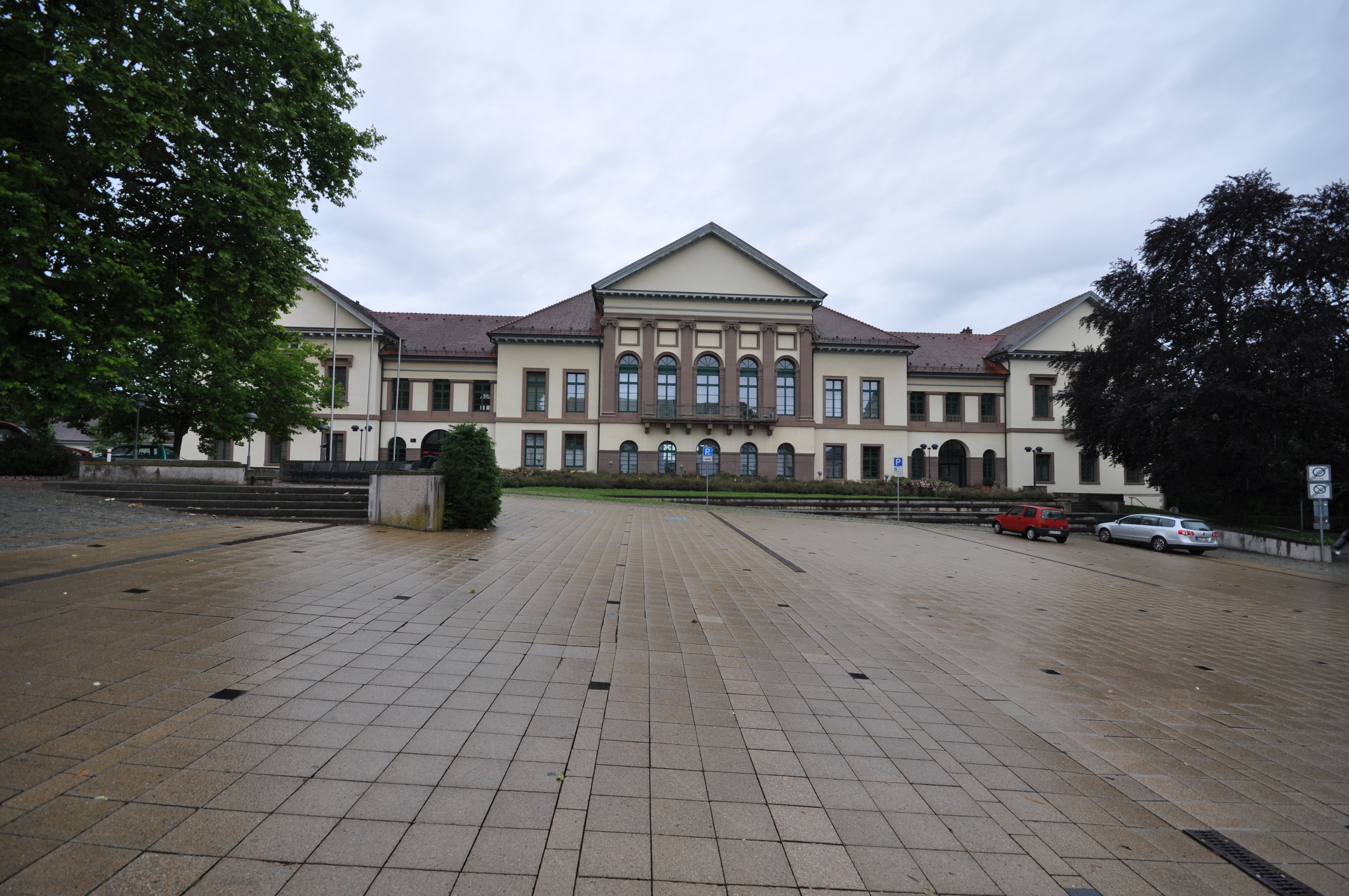
Das unvollendete Neue Schloss in Hechingen (1816–1819)

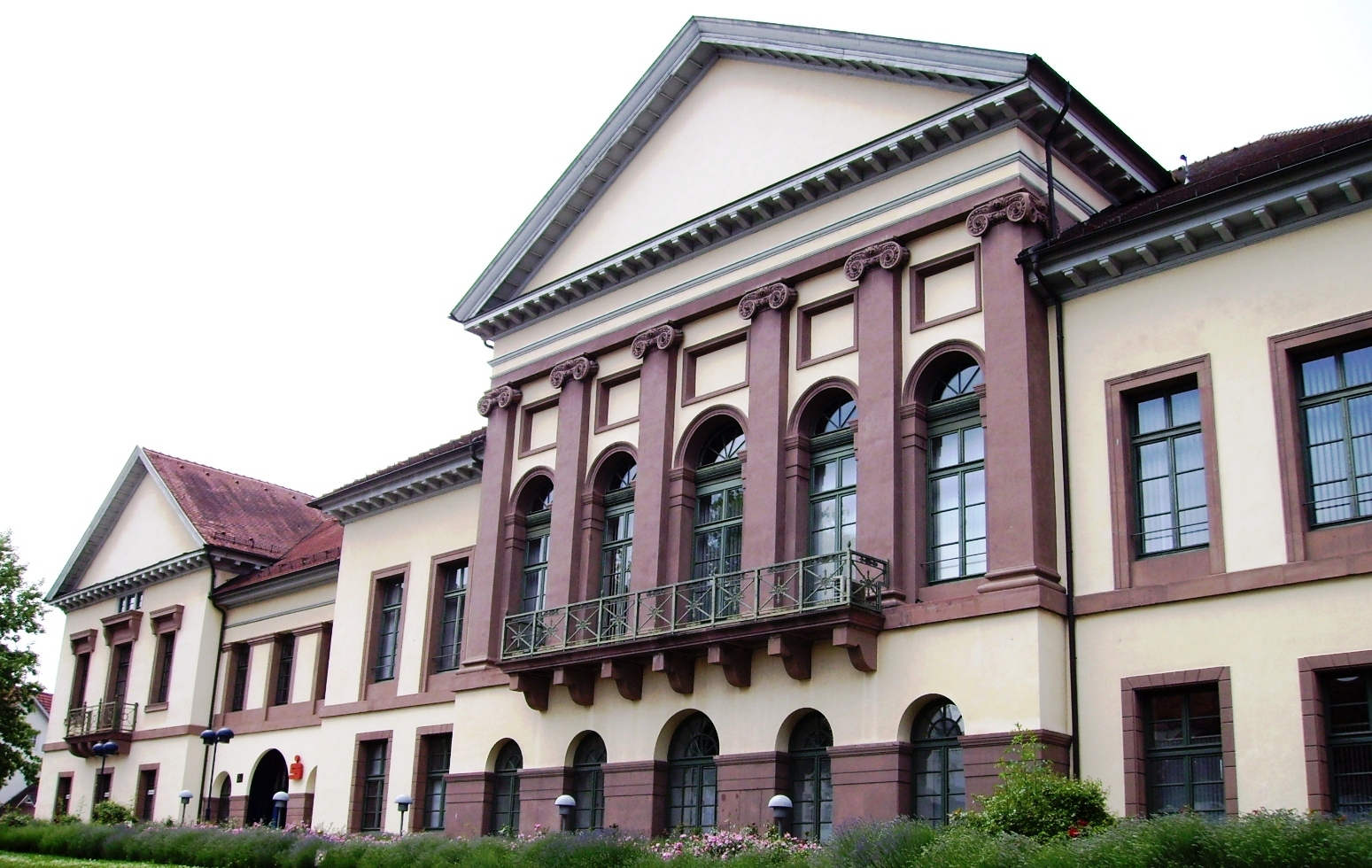
Das unvollendete Neue Schloss in Hechingen (1816–1819)

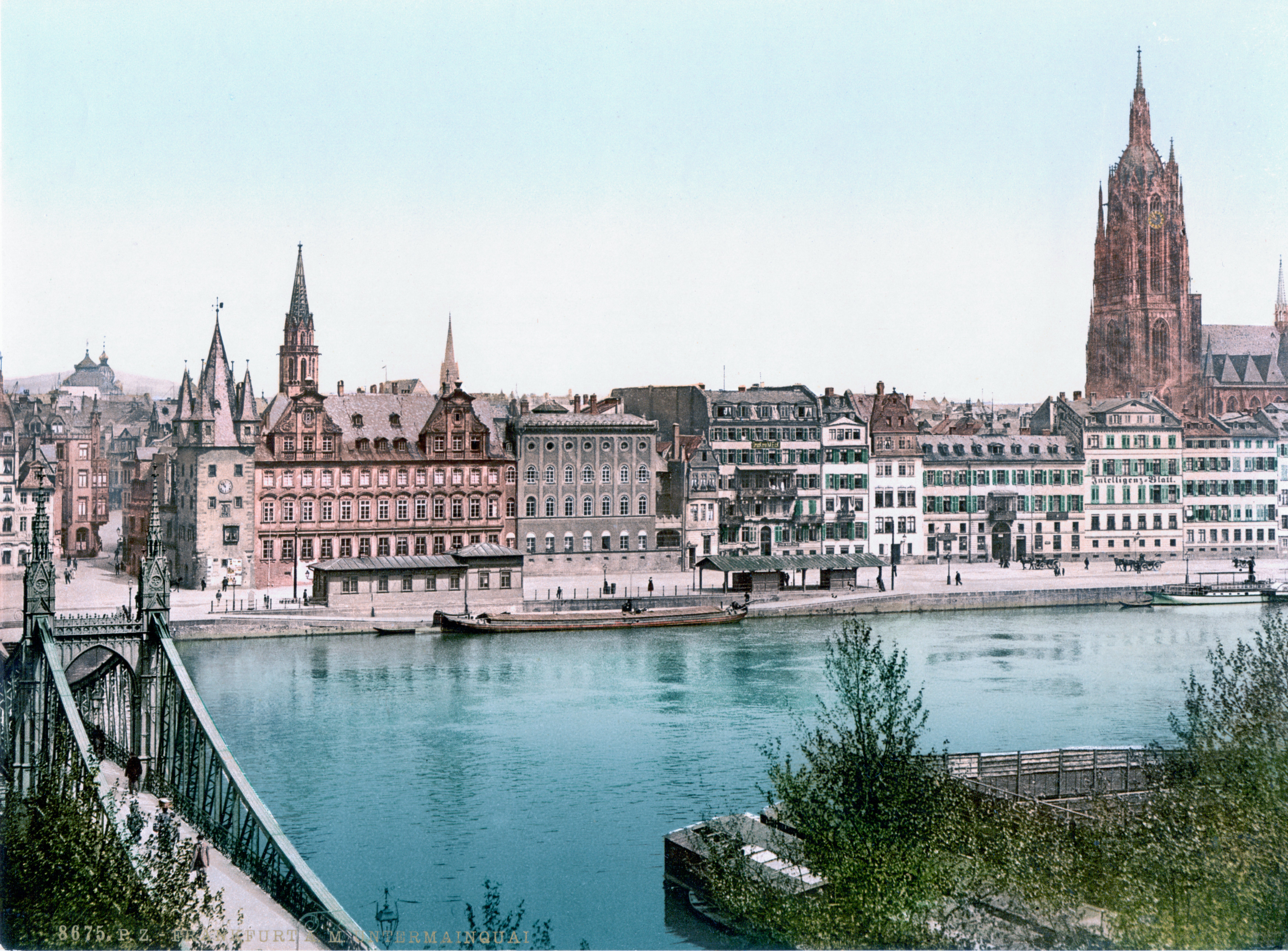
Untermainkai Saalhof mit Bernus- und Burnitzbau um 1900 Frankfurt am Main

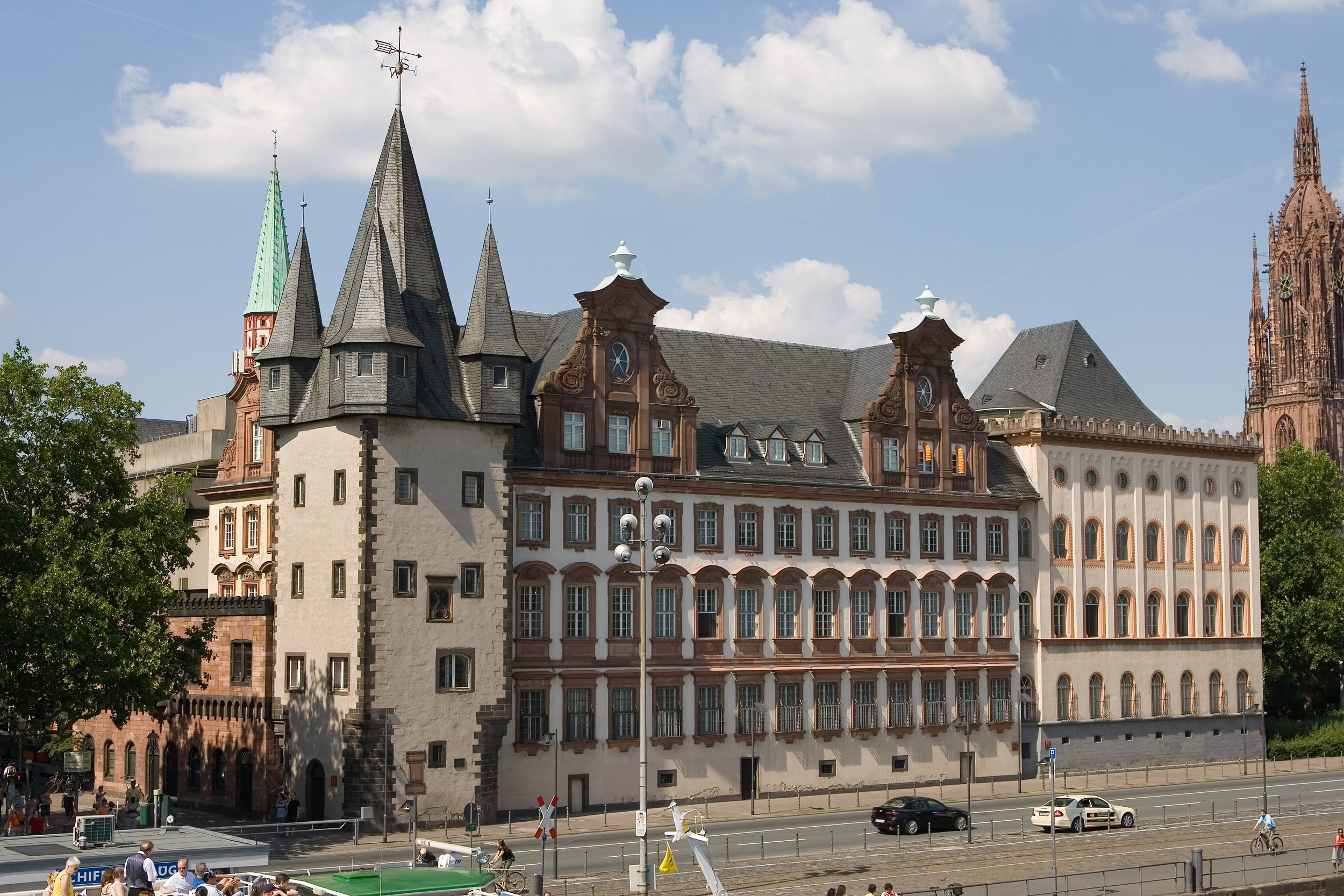
Der Saalhof mit Bernus- und der Burnitzbau um 2007 Frankfurt am Main

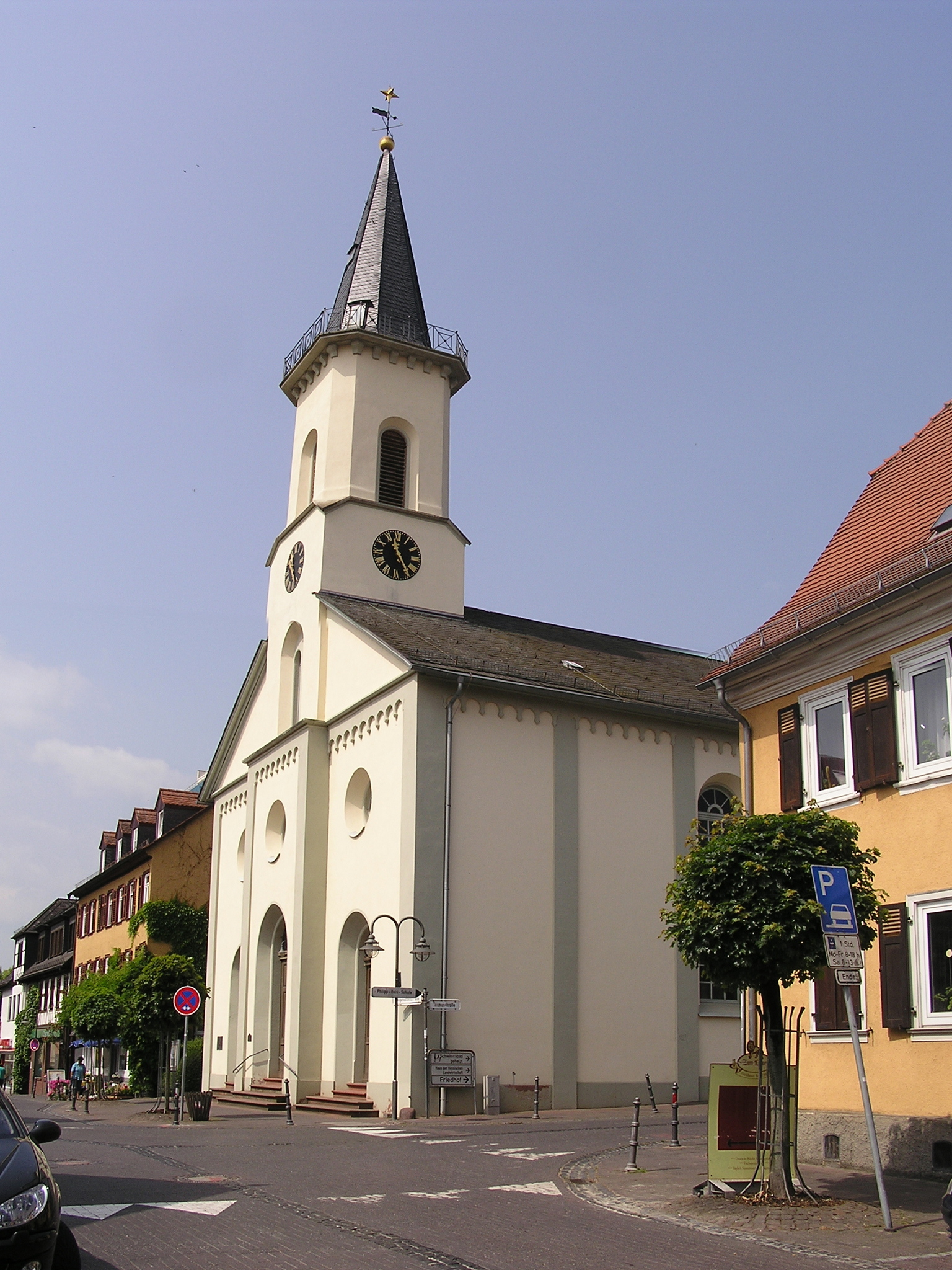
Französisch-reformierte Kirche in Friedrichsdorf (Taunus)

Rudolf Burnitz (* 6. Dezember 1788 in Ludwigsburg; † 28. Januar 1849 in Frankfurt am Main) war ein deutscher Architekt des Klassizismus und frühen Historismus.

## Leben
Burnitz war ein Schüler Friedrich Weinbrenners in Karlsruhe, wo er mathematische und technische Wissenschaften studierte. 1810 trat er in das württembergische Ingenieurkorps ein, mit dem er in Stuttgart und Ludwigsburg Garnison stand. Während seiner Militärzeit war Burnitz am Umbau des Schlosses in Ludwigsburg beteiligt. 1816 nahm er im Rang eines Leutnants seinen Abschied.
An Stelle eines abgebrochenen, vierflügeligen Vorgängerbaus führte Burnitz 1816 bis 1819 den klassizistischen Neubau des fürstlich-hohenzollernschen Schlosses in Hechingen aus, der aus Geldmangel unvollendet blieb. In den Jahren 1820 und 1821 reiste er mit Aufenthalten in Venedig, Florenz, Rom und Neapel durch Italien. Ende 1821 kam er nach Frankfurt am Main, wo er 1822 das Bürgerrecht erlangte. Burnitz gehörte in der Ära von Stadtbaumeister Johann Friedrich Christian Hess neben Friedrich Hessemer und Friedrich Rumpf zu einer kleinen Gruppe von Architekten, die das klassizistische Frankfurter Stadtbild des 19. Jahrhunderts prägten.
Trotz seiner regen Tätigkeit als Architekt unternahm er weiter größere Reisen innerhalb Deutschlands, aber auch nach Holland und Belgien. 1824 wurde Burnitz vom Fürsten von Hohenzollern-Sigmaringen, Anton Aloys, zum Baurat und technischen Referenten ernannt.
Mit dem Frankfurter Unternehmer Johann Hermann Osterrieth gründete der Architekt Rudolf Burnitz mit einem weiteren Frankfurter Geschäftspartner 1831 mit landesherrlicher Genehmigung den „Kronthaler Actien-Verein“, auch „Aktiengesellschaft zur Errichtung einer Cur-Anstalt im Cronenthal bei Cronberg“. Er sollte auf ihrem Grund und Boden Quellen suchen, fassen und verwerten. Nach der Erwirkung einer Baugenehmigung errichteten Burnitz, Osterrieth und sein Partner 1832/33 ein Kur- und Badehaus mit Gastronomie, so dass jetzt zwei Kurbetriebe im Kronthal um die Gunst der Gäste warben, wobei der Betrieb der Aktiengesellschaft nicht über genügend Badewasser verfügte. 1845 wurde der Betrieb bereits wieder weiterverkauft.
1832 stellte er an den Senat der Freien Stadt Frankfurt den Antrag zur Errichtung einer Dampfmühle. Sie wäre die erste stationäre Dampfmaschine Frankfurts geworden. Der Senat genehmigte ihre Errichtung als Korn-, Brett- und Schleifmühle, Burnitz verzichtete allerdings auf die Ausführung. Erst vier Jahre später ließ Senator Johann Adam Beil die erste Dampfmaschine Frankfurts installieren.
1834 bis 1837 erbaute er die französisch-reformierte Kirche in Friedrichsdorf. Sein bekanntestes Werk wurde der 1842/43 errichtete Burnitzbau des Saalhofes, heute Teil des Historischen Museums der Stadt. Es ist zugleich das einzige seiner Werke, bei dem er den strengen Klassizismus zugunsten eines frühen, neuromanischen Historismus verließ.
Burnitz heiratete am 2. Mai 1823 Maria Sophia Saltzwedel (* 1788). Aus der Ehe gingen sechs Kinder hervor, darunter der älteste Sohn und spätere Architekt Rudolf Heinrich Burnitz; Burnitz war seit 1833 Vormund seines Neffen und Vollwaisen, des Juristen und Malers Carl Peter Burnitz (1824–1886), von dessen Geburt an er gemeinsam mit dessen elterlicher Familie das Haus Untermainkai 2 bewohnte.
Rudolf Burnitz starb am 28. Januar 1849 in Frankfurt am Main. Sein Grab befindet sich auf dem Frankfurter Hauptfriedhof in Gewann G an der Mauer 516. Burnitz war Mitglied der Frankfurter Freimaurerloge Carl zum aufgehenden Licht.

## Werke (Auswahl)
- Neues Schloss in Hechingen (1816–1819), unvollendet
- Versorgungshaus des Wiesenhüttenstiftes in der Hammelsgasse (1824), vor 1884 zugunsten des hier heute noch befindlichen Gerichtsgebäudes abgerissen
- Waisenhaus (1826), wohl vor 1900 abgerissen
- Metzlersches Palais, Alt-Bonames 6 (1827)[1]
- Fürstlich-Hohenzollrisches Landhaus in Krauchenwies (1828–1832)
- Krankenhaus der Israelitischen Krankenkassen in der Rechneigrabenstraße 18–20 (1829–1831), Kriegsverlust
- Atelier-Anbau zum eigenen Wohnhaus am Untermainkai (1831), Kriegsverlust
- Französisch-reformierte Kirche in Friedrichsdorf (1834)
- Haus von Alexander du Fay in der Neuen Mainzer Straße, Kriegsverlust
- Manskopfsches Wohnhaus am Untermainkai, Kriegsverlust
- Wohnhaus der Familie Leerse-Bernus, bekannt als Burnitzbau des Saalhofes (1842/43), heute Teil des Historischen Museums der Stadt Frankfurt am Main

## Einzelnachweis
1. ↑  Metzlersches Palais Ansicht 1 und Ansicht 2 sowie Gemälde (PDF; 270 kB).

| Personendaten    | Personendaten       |
| ---------------- | ------------------- |
| NAME             | Burnitz, Rudolf     |
| KURZBESCHREIBUNG | deutscher Architekt |
| GEBURTSDATUM     | 6. Dezember 1788    |
| GEBURTSORT       | Ludwigsburg         |
| STERBEDATUM      | 28. Januar 1849     |
| STERBEORT        | Frankfurt am Main   |